# Sigtuna
Sigtuna è una cittadina (tätort) della Svezia centrale, situata nella contea di Stoccolma, nel comune omonimo. Il letterato Gunnar Ekelöf vi morì. A dispetto delle sue modeste proporzioni, godeva del titolo di città dal Medioevo e fino alla riforma amministrativa del 1971. Nonostante al giorno d'oggi la sua importanza sia molto relativa, questo centro ha avuto un ruolo molto importante nella storia svedese. Fondata nel 970, è una delle città più antiche di tutta la Svezia.

## Infrastrutture e trasporti
Qui si trova l'aeroporto di Stoccolma-Arlanda, il principale scalo della Svezia, dato che serve la città di Stoccolma.